# Николаифиртель

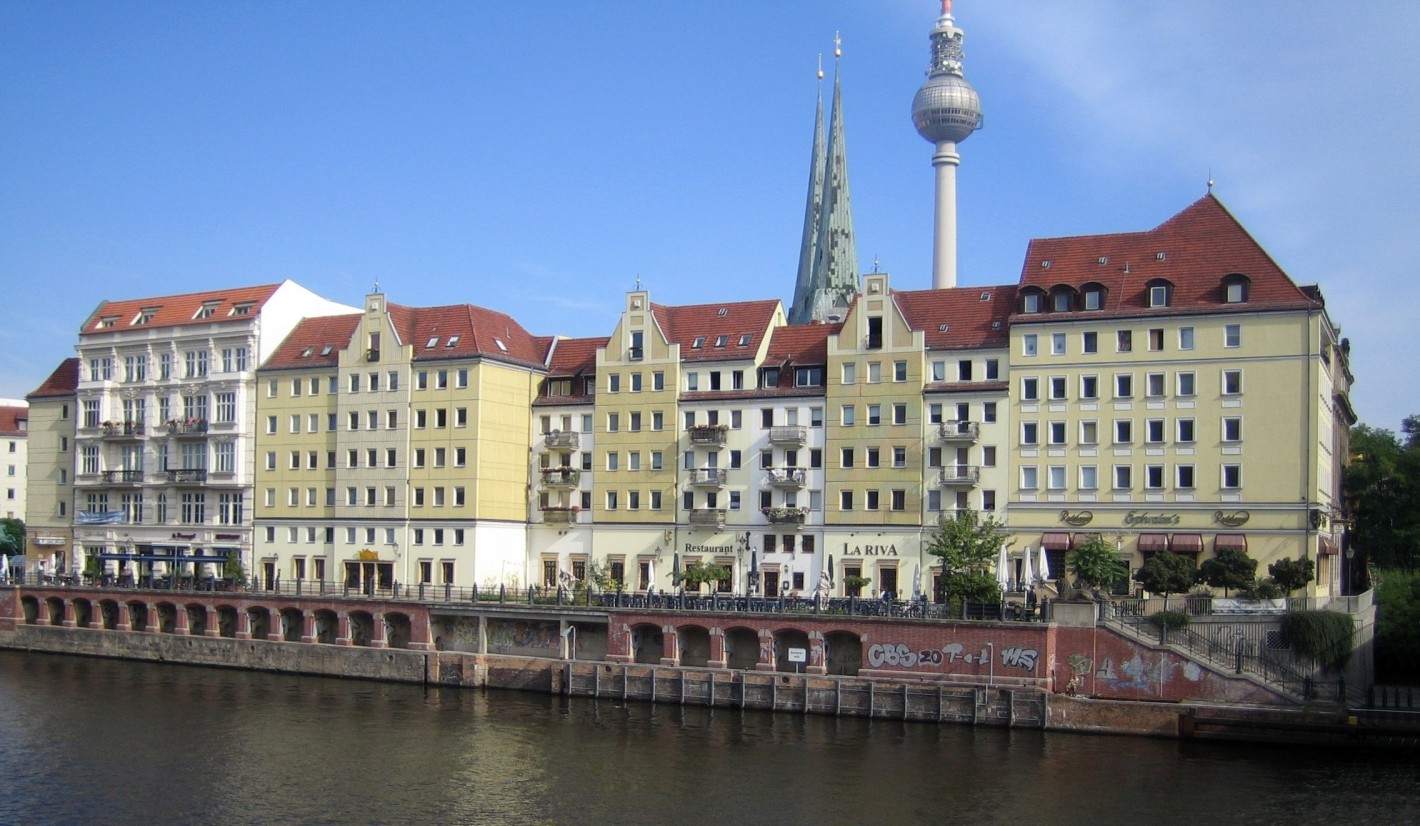
Николаифиртель, набережная Шпрее. На заднем плане — шпили церкви Святого Николая и берлинская телебашня

Николаифиртель (нем. Nikolaiviertel — «квартал Николая») — исторический квартал в берлинском районе Митте на восточном берегу Шпрее, ограниченный рекой, Ратушной улицей (нем. Rathausstraße), Шпандаусской улицей (нем. Spandauer Straße) и Мюлендаммом (нем. Mühlendamm). В центре старейшего жилого квартала Берлина находится церковь Святого Николая.

## История

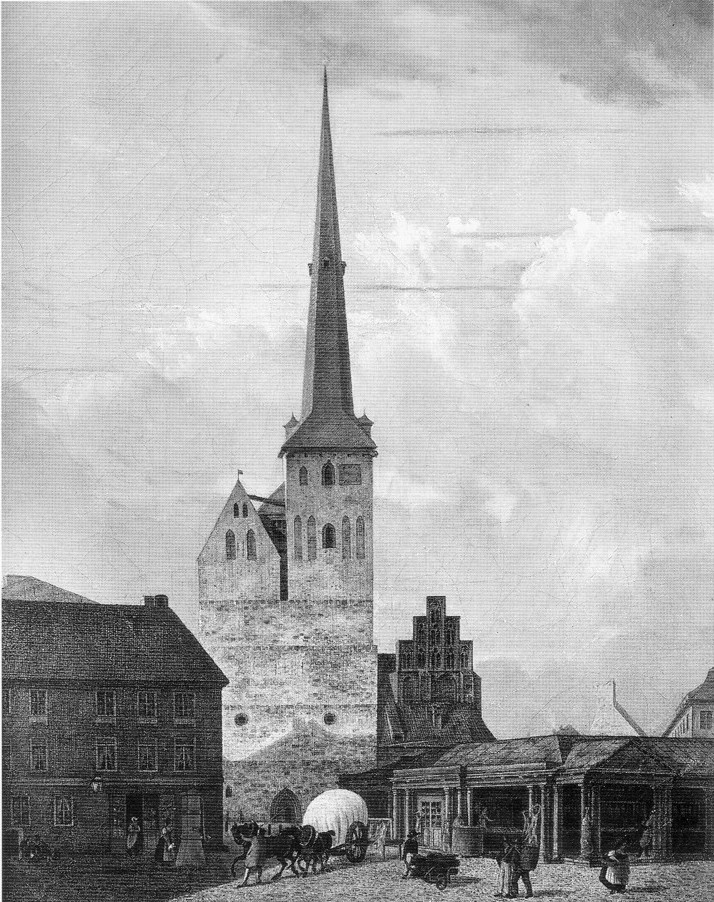
Церковь Святого Николая с одной башней. 1827

В Средние века здесь проходили торговые пути. В месте пересечения дороги с рекой поселились ремесленники и торговцы. Около 1200 года появилась позднероманская базилика — церковь св. Николая. Берлин развивался вокруг двух центров: собственно Берлина — более крупного посёлка к востоку от Шпрее и Кёльна, расположенного прямо напротив него на западном берегу реки. Оба селения соединял мост Мюлендамм. Селения получили городские права к 1230 году.
Первый сохранившийся документ, в котором упоминается Кёльн, датируется 28 октября 1237 года. Первое письменное упоминание Берлина относится к 1244 году. Поскольку оба города быстро срослись, за год рождения Берлина принят 1237 г. 20 марта 1307 года оба города объединились в город Берлин-Кёльн, в 1486 году курфюрст Иоганн Цицерон объявил его своей постоянной резиденцией. К этому времени город уже превратился в важную торговую площадку в составе Ганзейского союза.

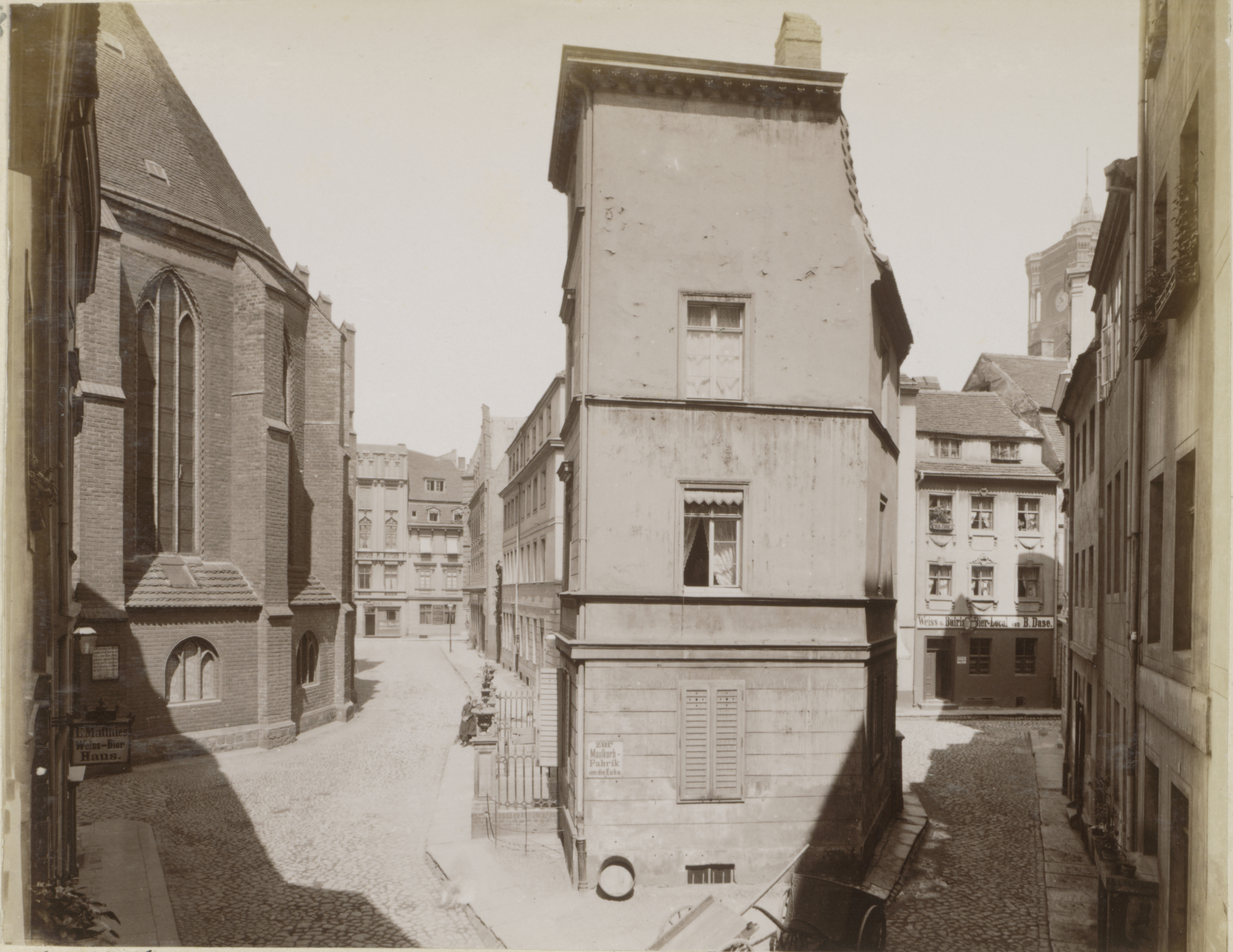
Николаифиртель около 1880 года

Растущая экономическая мощь и относительное благосостояние позволили купцам перестроить церковь св. Николая уже в 1264 году в готическую зальную церковь. Запоминающийся асимметричный средневековый фасад церкви со стройной башней сохранился до конца XIX в., когда в 1870-е годы был заменён двумя неоготическими башнями. За всё время Николаифиртель избежал каких-либо серьёзных изменений, на его узких и кривых улочках по-прежнему жили и работали преимущественно ремесленники.
В связи с празднованием в 1937 году 700-летнего юбилея Николаифиртель появились планы его коренной перестройки. Ветхие, изношенные и непригодные для жилья постройки вокруг Николаикирхе подлежали сносу, а на освободившемся месте планировалось возвести «Староградский форум» с использованием имевших историческую ценность фасадов берлинских жилых домов, подлежавших сносу в соответствии с проектом создания «Столицы мира Германии». Для целей форума изъятое государством здание церкви Святого Николая было объявлено «музыкальным собором».
Во Вторую мировую войну с 1943 по 1945 годы Николаифиртель подвергся массированным бомбардировкам и был разрушен во время уличных боёв. После войны руины были снесены. Многие десятилетия эта территория не учитывалась в градостроительных планах Берлина. Власти столицы ГДР концентрировались на жилом строительстве и больших репрезентативных проектах как, например, Шталиналлее (нем. Stalinallee — аллея Сталина) (впоследствии Карл-Маркс-аллее). Планом 1959 года даже предусматривалось возвести на месте Николаифиртель пристань для прогулочных пароходов по Шпрее.
Ситуация изменилась лишь с приближением 750-летия Берлина, когда было принято решение восстановлении исторического центра столицы. Николаифиртель был восстановлен в юбилейный для Берлина 1987 год.

## Новый Николаифиртель

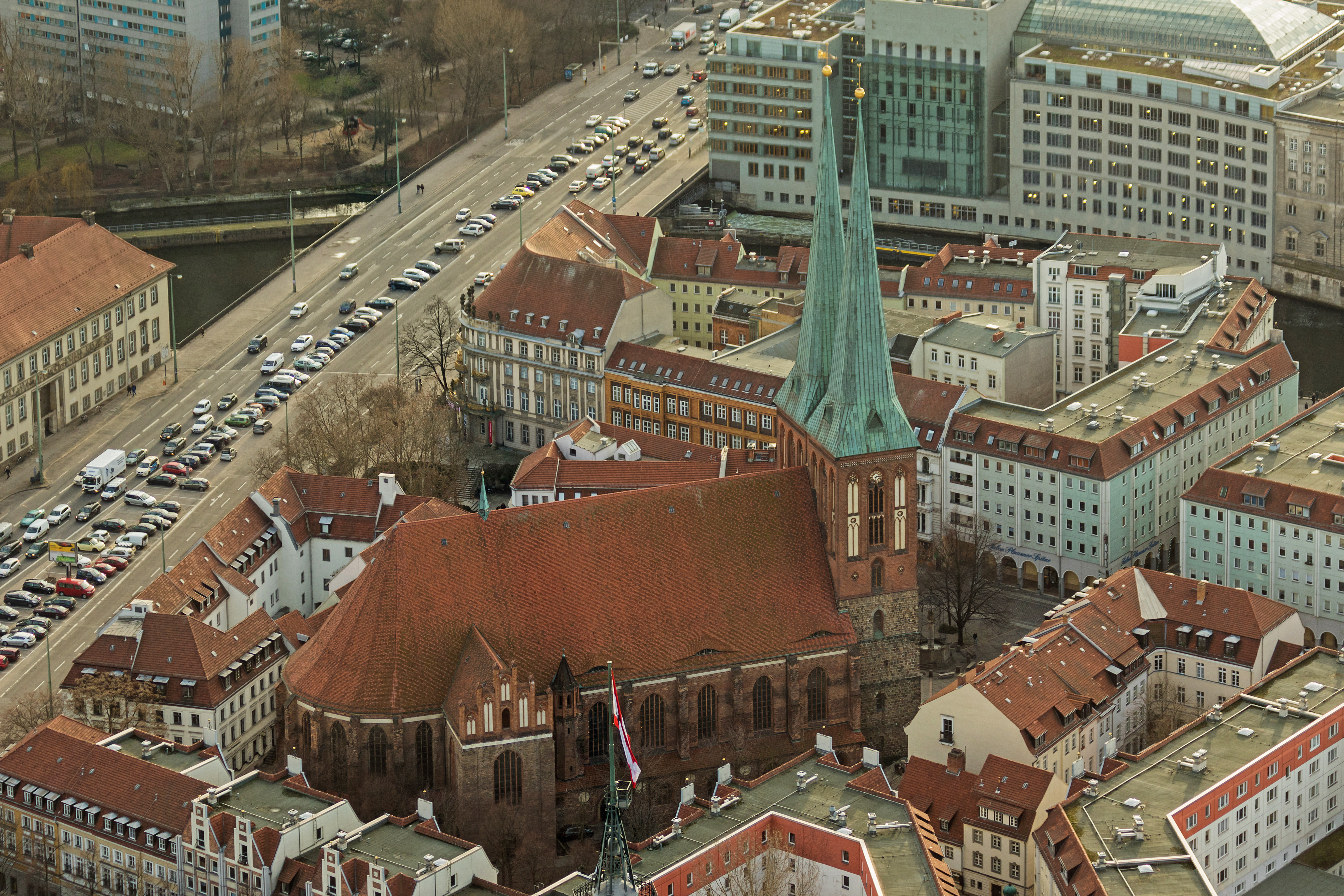
Церковь Святого Николая в Николаифиртель

Восстановление квартала заключалось в реставрации немногих сохранившихся зданий и строительстве новых зданий, некоторые из которых были украшены историзированными фасадами, а другие представляли собой адаптированные панельные сооружения особого вида — с фронтонами, орнаментами и литыми украшениями снаружи и современными квартирами внутри.
Разрушенный Второй мировой войной квартал Николая был воссоздан в том виде, каком он существовал до разрушения. Ряд небольших жилых домов преимущественно вокруг церкви был возведён заново в своих исторических формах. Бронзовая скульптура св. Георгия, сражающегося с драконом, 1853 года из внутреннего двора Городского дворца заняла место на маленькой площади на набережной Шпрее. Мощёные по старым образцам узенькие переулки проложены в соответствии с сохранившимися планами. На площади в почти 50 тысяч кв. м. проживает около 2 тысяч жителей в почти 800 квартирах. В квартале работает 33 небольших магазинчика, 22 заведения общественного питания и различные музейные учреждения, как, например, Николаикирхе и дворец Эфраима.

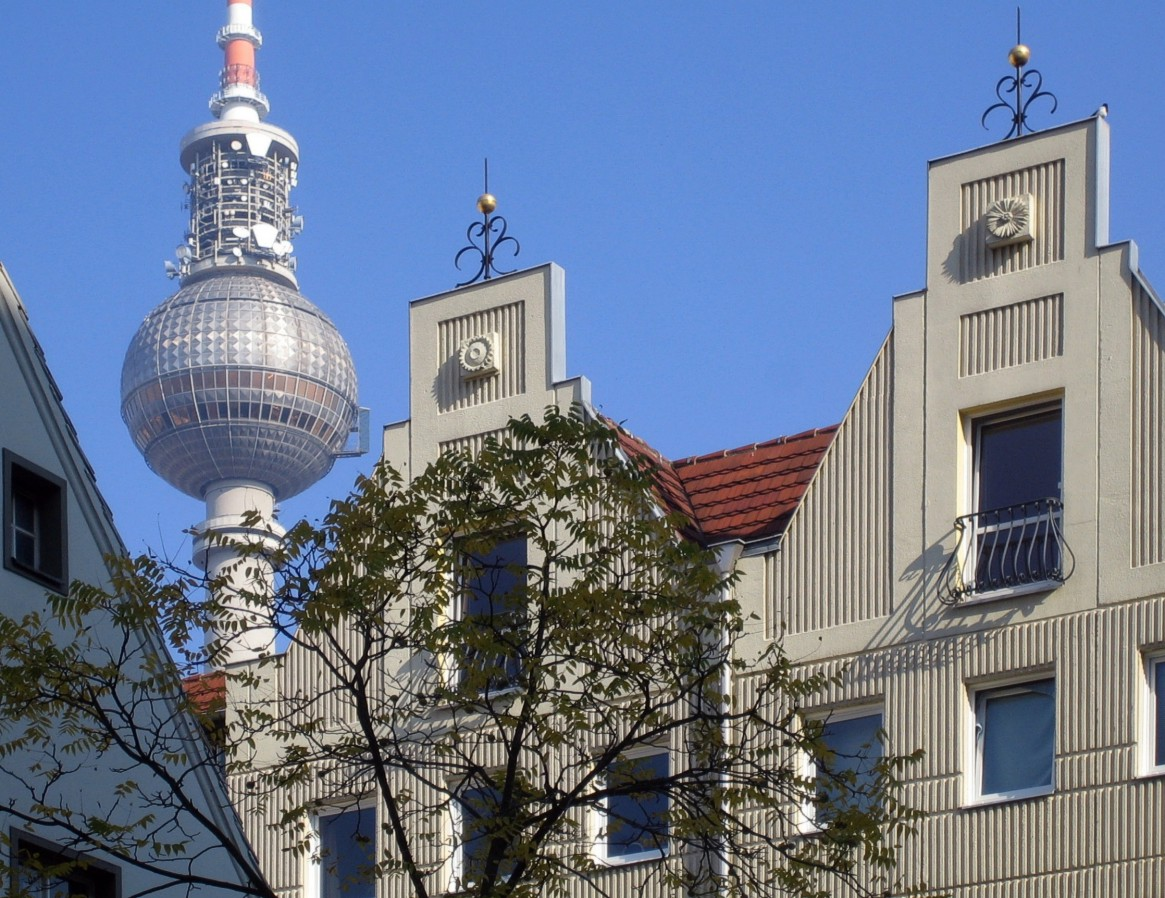
Панельное здание в историзированной форме
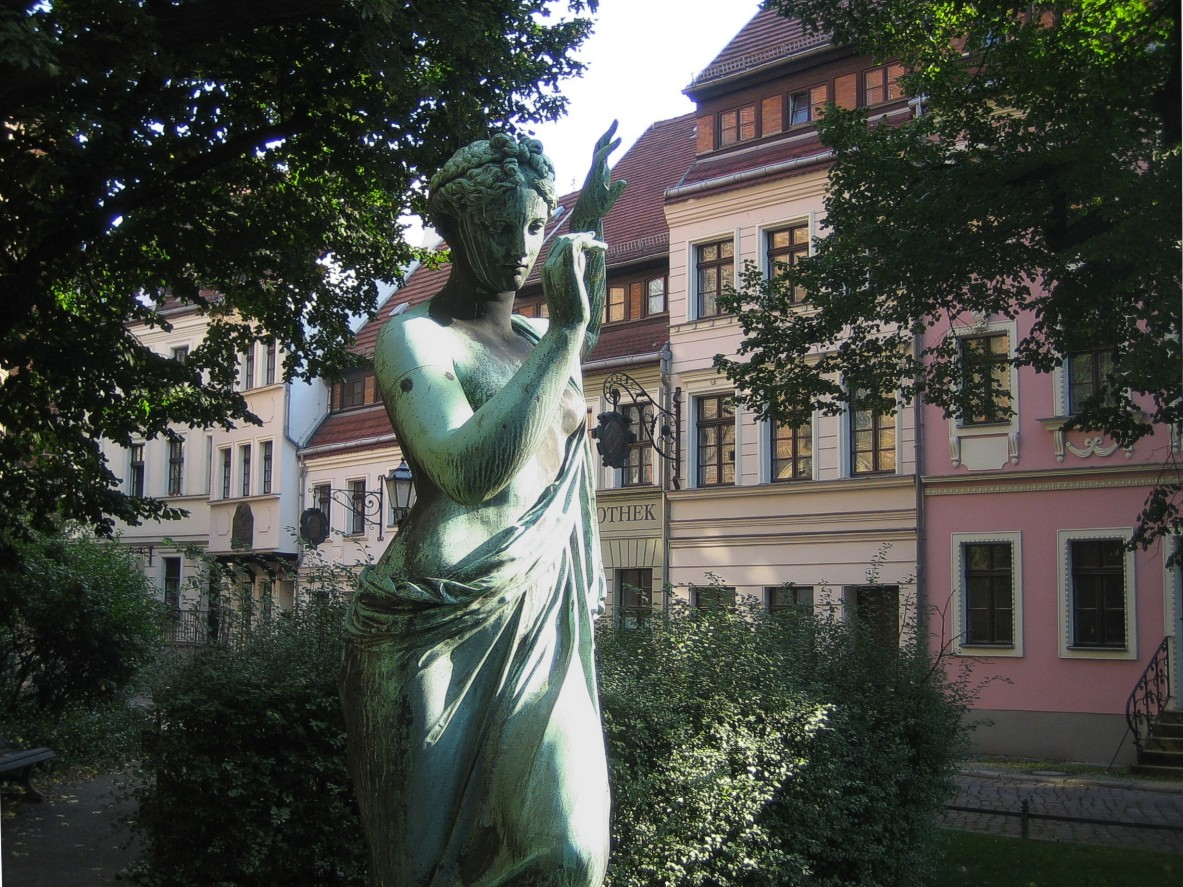
На площади у церкви св. Николая
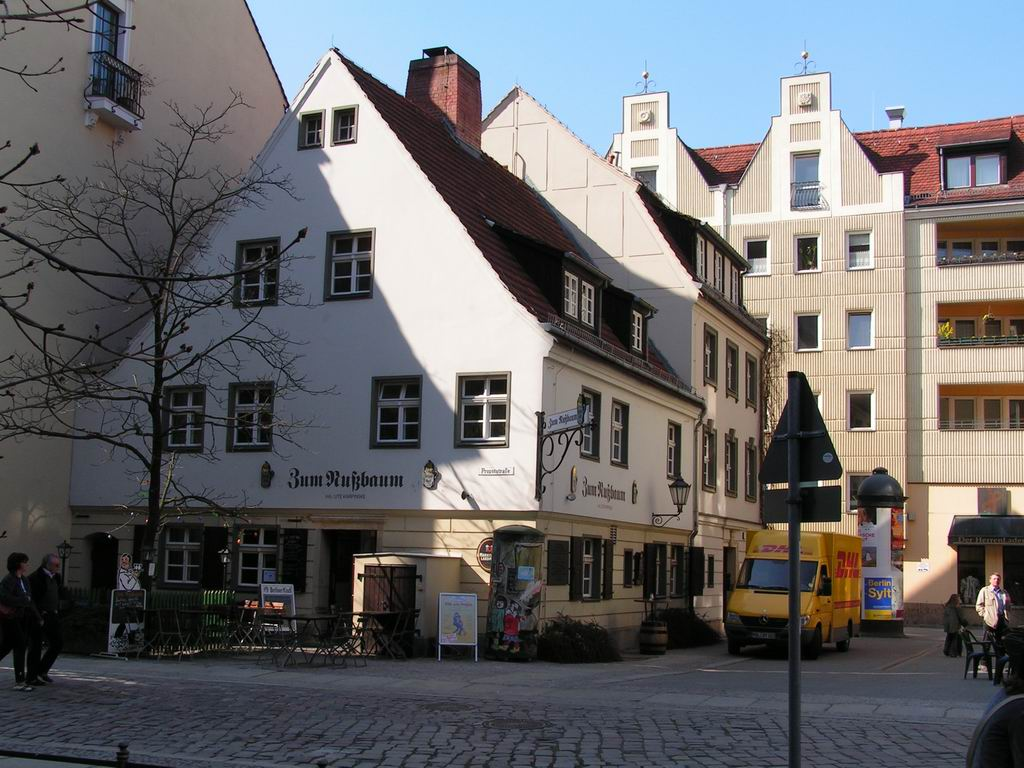
Ресторан «У орехового дерева»
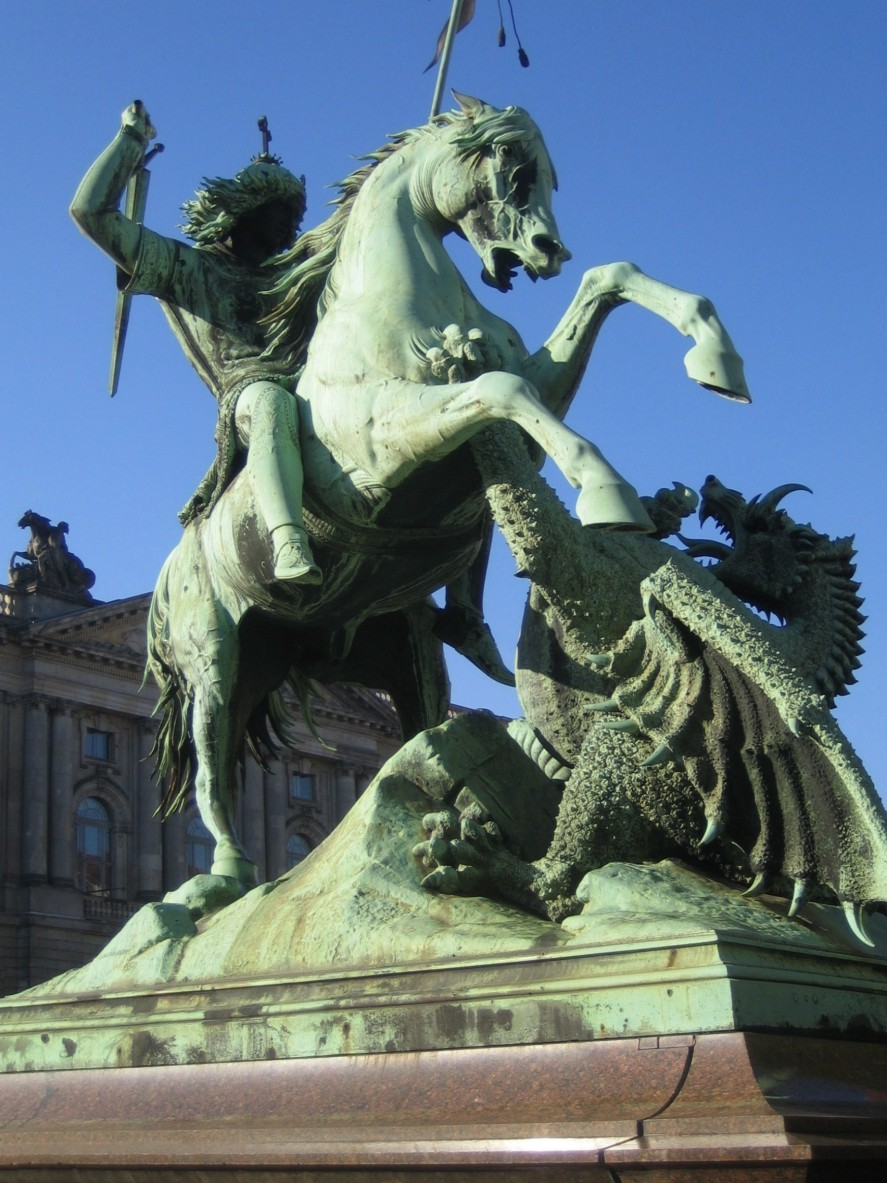
Скульптура св. Георгия, сражающегося с драконом
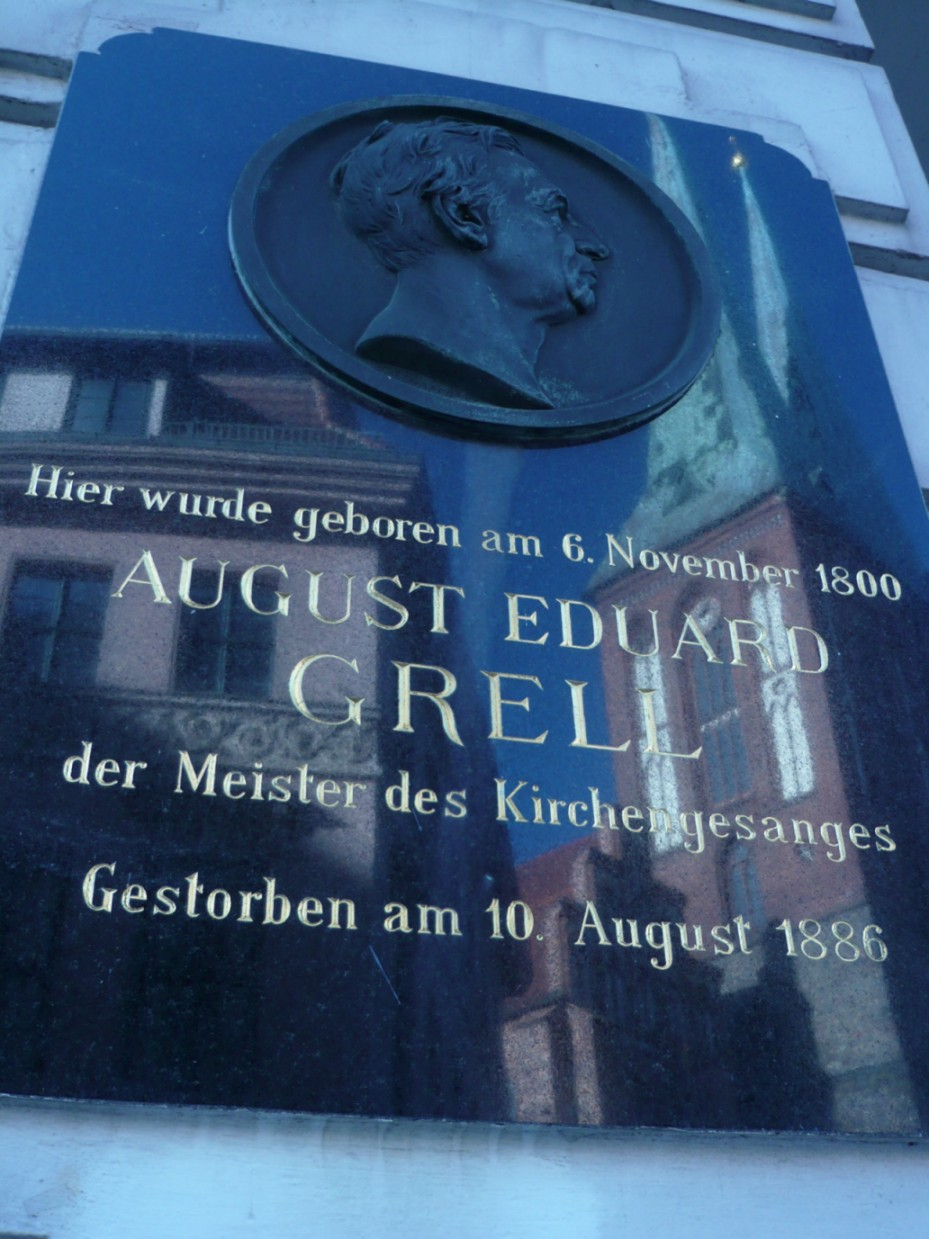
Памятная доска на доме, где родился Эдуард Грель
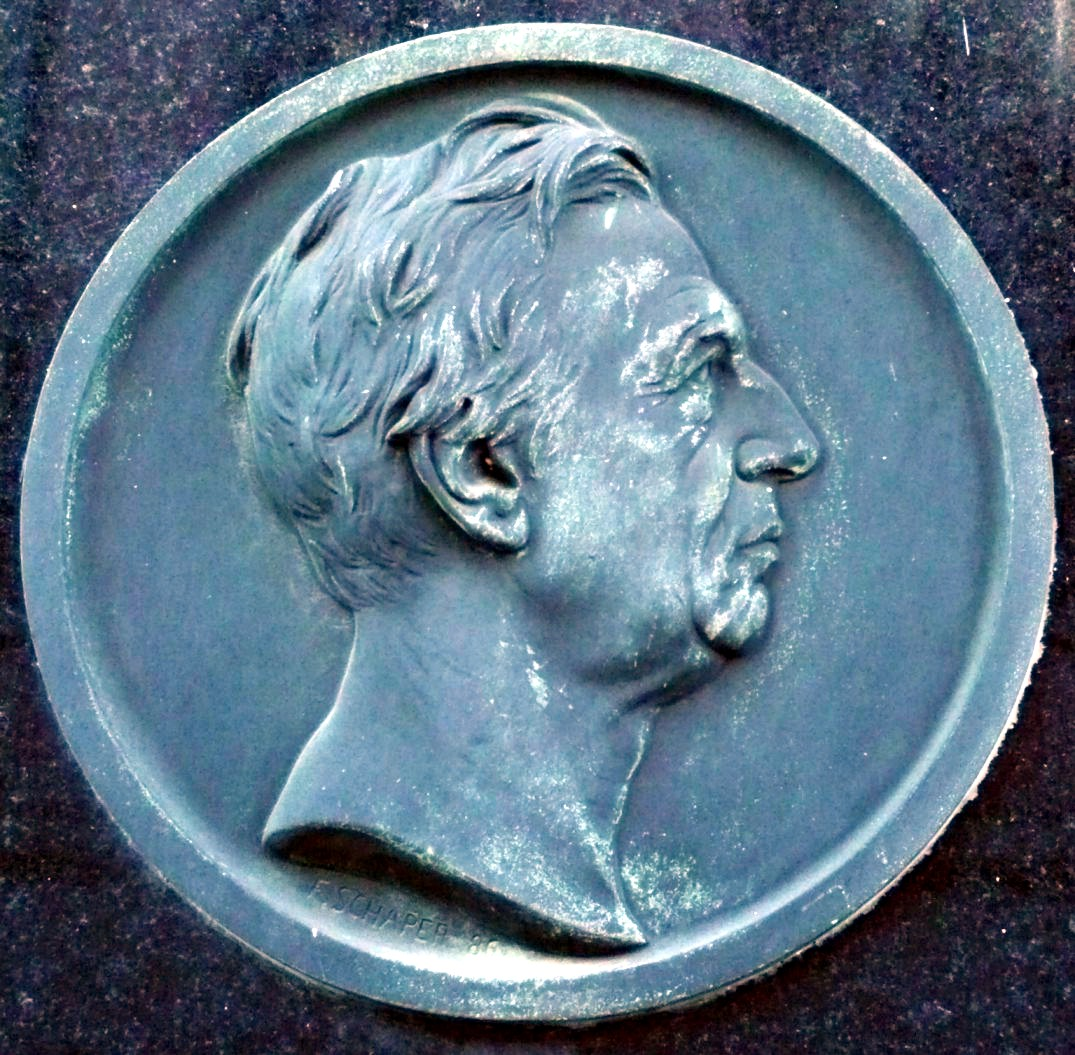
Скульптурный портрет Эдуарда Греля. 1886